# Dowódca Operacyjny Rodzajów Sił Zbrojnych
Dowódca Operacyjny Rodzajów Sił Zbrojnych – stanowisko etatowe dowódcy w rodzajach Sił Zbrojnych RP przewidziane do obsadzenia przez żołnierza zawodowego w stopniu generała broni, podlegające na mocy ustawy o obronie Ojczyzny Szefowi Sztabu Generalnego Wojska Polskiego. Dowódca Operacyjny wykonuje swoje zadania przy pomocy Dowództwa Operacyjnego Rodzajów Sił Zbrojnych. Kadencja na stanowisku Dowódcy Operacyjnego wynosi trzy lata, z możliwością wyznaczenia na ponowną kadencję.

## Zadania
Dowódca Operacyjny jest organem, którego zadania, obowiązki i uprawnienia zostały określone w niżej wymienionych aktach prawnych:
- ustawie z dnia 12 października 1990 r. o ochronie granicy państwowej[1];
- ustawie z 23 września 1999 roku o zasadach pobytu wojsk obcych na terytorium Rzeczypospolitej Polskiej oraz zasadach ich przemieszczania się przez to terytorium[2];
- ustawie z dnia 3 lipca 2002 r. – Prawo lotnicze[3];
- ustawie z dnia 4 września 2008 roku o ochronie żeglugi i portów morskich[4];
- ustawie z 18 sierpnia 2011 roku o bezpieczeństwie morskim[5];
- ustawie z 11 marca 2022 roku o obronie Ojczyzny[6].

Dowódca Operacyjny jest właściwy w zakresie dowodzenia operacyjnego częścią Sił Zbrojnych podporządkowaną mu na podstawie decyzji Ministra Obrony Narodowej.
Do zakresu działania Dowódcy Operacyjnego w szczególności należy:
1. planowanie, organizowanie i prowadzenie operacji w ramach użycia Sił Zbrojnych w czasie pokoju, w sytuacji kryzysowej lub w czasie wojny;
2. wykonywanie zadań Ministra Obrony Narodowej w zakresie ochrony granicy państwowej w przestrzeni powietrznej Rzeczypospolitej Polskiej w czasie pokoju, w sytuacji kryzysowej lub w czasie wojny;
3. planowanie, organizowanie i prowadzenie szkolenia organów dowodzenia Sił Zbrojnych, zgodnie z wojennym systemem dowodzenia, a także zapewnienie ich współdziałania z dowództwami jednostek wojskowych i związków organizacyjnych Sił Zbrojnych, które mają zostać mu podporządkowane;
4. określanie wymagań operacyjnych dla Sił Zbrojnych w zakresie planowania operacyjnego oraz programowania rozwoju Sił Zbrojnych;
5. przygotowanie stanowiska dowodzenia Naczelnego Dowódcy Sił Zbrojnych;
6. zarządzanie i przeprowadzanie kontroli w podległych jednostkach wojskowych i związkach organizacyjnych na zasadach i w trybie określonych w przepisach ustawy z 15 lipca 2011 roku o kontroli w administracji rządowej[7];
7. przewodniczenie Radzie SAR.

Kadencja na stanowisku Dowódcy Operacyjnego wynosi trzy lata, z możliwością wyznaczenia na ponowną kadencję. Żołnierz zawodowy zajmujący stanowisko służbowe Dowódcy Operacyjnego może być zwolniony z zajmowanego stanowiska przed upływem kadencji przez Prezydenta RP w porozumieniu z Ministrem Obrony Narodowej lub na jego wniosek, jeżeli przemawiają za tym uzasadnione potrzeby Sił Zbrojnych.

## Historia
1 stycznia 2014 roku Dowództwo Operacyjne Sił Zbrojnych stało się Dowództwem Operacyjnym Rodzajów Sił Zbrojnych, natomiast część Sił Zbrojnych Rzeczypospolitej Polskiej podporządkowana na podstawie dotychczasowych przepisów Dowódcy Operacyjnemu Sił Zbrojnych stała się częścią Sił Zbrojnych Rzeczypospolitej Polskiej podporządkowaną Dowódcy Operacyjnemu Rodzajów Sił Zbrojnych. Dowódca Operacyjny Rodzajów Sił Zbrojnych jest następcą prawnym Dowódcy Operacyjnego Sił Zbrojnych.
17 grudnia 2013 roku w Belwederze Prezydent RP Bronisław Komorowski wręczył generałowi broni Markowi Tomaszyckiemu akt zwolnienia ze stanowiska Dowódcy Operacyjnego Sił Zbrojnych i jednocześnie akt mianowania z dniem 1 stycznia 2014 roku na stanowisko Dowódcy Operacyjnego Rodzajów Sił Zbrojnych.
Decyzją nr 88/MON Ministra Obrony Narodowej z 21 kwietnia 2017 roku została wprowadzona flaga Dowódcy Operacyjnego Rodzajów Sił Zbrojnych.

### Lista dowódców
- generał broni Marek Tomaszycki (2014[13]–2017)
- generał broni Sławomir Wojciechowski (2017[14]–2018[15])
- generał broni Tomasz Piotrowski (2018[16][17]–2023[18])
- generał broni Maciej Klisz (od 2023[19])